# Mpika
Mpika är en stad i provinsen Muchinga i Zambia, med 39 724 invånare vid folkräkningen 2010. Staden har en station längs Tazara-järnvägen. 
I Monze utanför Mpika grundade Sida på 1970-talet lantbruksskolan ZCA (Zambia College for Agriculture).